# コスモス6号
コスモス6号（Kosmos 6、ロシア語:Космос 5）またはDS-P1 No.1は、科学調査と技術実証を目的とした人工衛星であり、ソビエト連邦により1962年に打ち上げられた。西側ではスプートニク16号(Sputnik 16)とも呼ばれる。弾道弾迎撃ミサイル用のレーダーターゲット衛星のプロトタイプである。6機目のコスモス衛星であり、2機目のDS衛星として、コスモス1号に次いで打上げられた。主目的は、宇宙船のレーダー追跡に不可欠な技術の実証であり、将来人工衛星をターゲットとして用いることを可能とした。ユージュノエ設計局で初めて作られた太陽電池衛星であった。
コスモス2I 63S1ロケットの7度目の打上げとなった。1962年6月30日16:00(UTC)にカプースチン・ヤールのマヤーク発射施設第2発射台から打ち上げられた。
近地点261 km、遠地点348 km、軌道傾斜角48.90°、軌道周期90.6分の低軌道に乗せられた。1963年9月8日に軌道減衰した。
コスモス6号は、DS-P1衛星のプロトタイプで、4機打ち上げられたうちの1機目となった。他の3機のうち、1機は打上げ時に失われ、残り2機は、コスモス19号及びコスモス25号として軌道への投入に成功した。